# 의덕황후
의덕황후 부씨(懿德皇后 符氏, 941년 ~ 976년 1월 27일(음력 975년 12월 19일))는 북송 태종(太宗)의 두번째 정실 부인이다. 태종 즉위 전에 사망하여, 태종 즉위 후에 황후로 추존되었다. 후주(後周)의 세종 시영의 아내인 선의황후와 선자황후의 동생이기도 하다.

## 생애
의덕황후 부씨는 진주(陳州) 완구(宛丘) 출신으로, 위왕(魏王) 부언경(符彥卿)의 여섯째 딸이다. 후주(後周) 현덕(顯德) 연간에 조광의와 혼인하였다. 이후 여남군부인(汝南郡夫人)을 거쳐 초국부인(楚國夫人)으로 진봉되었다가 조광윤이 송나라를 건국하고 조광의를 왕으로 봉하자 부씨 또한 월국부인(越國夫人)으로 진봉되었다.
975년(개보 8년) 사망하여 안릉 서북쪽에 매장되었다. 976년(태평흥국 원년) 태종이 즉위하여 황후로 추존하였고 '의덕(懿德)'의 시호를 내렸다.
997년(지도 3년) 11월, 진종에 의해 신주가 태종의 부묘에 합사되었다.

## 가족 관계

### 부모
- 부 : 위왕(魏王) 부언경(符彥卿)
- 모 : 양씨(楊氏)

### 남편
- 태종(太宗, 939년 ~ 997년) : 북송의 제2대 황제